# Сантіагу-де-Каррейраш
Сантіагу-де-Каррейраш (порт. Santiago de Carreiras; МФА: [sɐ̃.ti.ˈa.gu dɨ ka.ˈʁɐj.ɾɐʃ]) — парафія в Португалії, у муніципалітеті Віла-Верде. Розташована в північно-західній частині країни, на теренах історичної португальської провінції Дору-Міню. Входить до складу округу Брага. За адміністративним поділом, чинним до 1976 року, терени парафії були складовою провінції Міню. Належить до Бразької архідіоцезії Католицької церкви. Патрон — святий Яків. Площа — 2,4355 км². Населення — 377 ос. (2011). Слабо урбанізований регіон. Густота населення — 154,79 осіб/км²
. Код — 031344.

## Назва
- Каррейраш (Сантіагу) (порт. Carreiras (Santiago)) — офіційна назва.

## Населення
| 2011 |
| 377  |